# Comapa
Comapa est une ville du Guatemala dans le département de Jutiapa.